# Puente de Génave
Puente de Génave (sovint anomenat Puente Génave) és un municipi de la província de Jaén (Andalusia), pertanyent a la comarca de Sierra de Segura. Segons fonts del INE, el 2005 tenia 2.119 habitants.